# Fazenda Aurora
A Fazenda Aurora é uma propriedade rural brasileira localizada na cidade de Araruama, no estado do Rio de Janeiro.
Sua sede é uma edificação construída em estilo neoclássico feita no século XIX. Todo o conjunto arquitetônico está tombado pelo Instituto Estadual do Patrimônio Cultural - INEPAC por meio do Tombamento Provisório de 14/08/2001. A fazenda abriga atualmente o Museu Arqueológico de Araruama, instituição municipal que retrata a história dos povos Tupinambás que ali viviam.

## Histórico

### Fundação
A fazenda foi fundada em meados do século XIX pelo português Francisco Pereira da Costa Vieira. A construção da casa sede data do ano de 1862, período em que a propriedade teve rápido enriquecimento por causa do café, tendo seu declínio por volta de 1885, devido a grande concorrência com o café produzido no Vale do Paraíba, em São Paulo.
Em Araruama, a produção agrícola era escoada por meio de dois portos chamados de Mataruna e Capitão até Cabo Frio através do Canal do Itajuru, de lá sendo transferido por navios até o Rio de Janeiro.
Em 1968, a família Vieira vendeu a propriedade para Valdemar Torres, e este, para o Almirante Tito Evandro Ribeiro de Noronha França em 1969.
Em 1998, a fazenda foi adquirida pelo empresário Oscar Magalhães. Em 2001, foi desapropriado pela Prefeitura de Araruama, dando início ao processo de restauração do mesmo em 2004, inaugurando o Museu Arqueológico de Araruama em 2006.

### Museu Arqueológico de Araruama
O Museu Arqueológico de Araruama é uma instituição municipal fundada em abril de 2006. Apesar do acervo arqueológico da região estar preservado no Museu Nacional no Rio de Janeiro por falta de estrutura adequada, esse museu municipal tem o objetivo de resgatar e a valorizar a cultura das populações indígenas pré-coloniais que existiram no local por meio de painéis, imagens e visita monitorada. No município há 20 sítios arqueológicos onde foram localizados objetos que pertenceram aos Tupinambás. Desde 2013, o museu se encontra fechado por causa de problemas estruturais.